# Catalina Muñoz Arranz
Catalina Muñoz Arranz (Cevico de la Torre, 1899 - Palencia, 22 de septiembre de 1936) fue la única mujer juzgada y condenada a muerte en la provincia de Palencia tras el triunfo del bando sublevado en el comienzo de la guerra civil española. 

## Trayectoria
Casada con Tomás de la Torre, el matrimonio tenía 4 hijos. Cuando fue detenida el 24 de agosto de 1936, su marido estaba en la cárcel acusado del asesinato de un falangista en una pelea que había sucedido el 3 de mayo de ese mismo año. Cuando fueron a buscarla a su casa, ella huyó con su hijo pequeño en brazos y se cayó en la trasera de una casa donde fue atrapada. Al niño no le pasó nada y se lo entregó a unas vecinas. Ella vestía un delantal de medio cuerpo y pico negro para taparse.
En las declaraciones del alcalde de Cevico y otros dos vecinos se le acusaba de acudir a manifestaciones, de lavar  la sangre de la ropa de su marido tras la reyerta por la que este fue detenido después y de dar vivas a Rusia y mueras a la Guardia Civil.
En su ficha policial figura como una mujer de 1’56, morena, de pelo y ojos negros, de apodo “Pitilina”. Muñoz Arranz era analfabeta pero sabía firmar. El 5 de septiembre testificó y firmó una declaración en la que admitía haber ido a manifestaciones, pero negaba el resto de acusaciones contra ella. Aunque no había pruebas suficientes, se pidió para ella cadena perpetua. Sin embargo, se cambió de criterio y fue condenada a muerte por rebelión militar. Fue fusilada el 22 de septiembre de 1936 a las 5:30 de la mañana.
Su análisis osteológico confirmó que murió por heridas producidas por arma de fuego en cráneo, pecho, vértebras cervicales, clavícula y costillas. Después fue rociada con cal viva y enterrada sin ataúd. Junto a ella, además del sonajero y las suelas de goma de sus zapatos del número 36, se encontraron botones de nácar y corchetes metálicos.

## Memoria histórica
Entre julio de 1936 y diciembre de 1942 fueron enterradas en el Cementerio Viejo de Palencia 485 víctimas de la represión franquista. El 75% de las víctimas fueron fusiladas tras ser condenadas en juicio sumarísimo. El cementerio fue clausurado en los años cincuenta y en los años ochenta se convirtió en el parque de recreo municipal de la Carcavilla. La Asociación para la Recuperación de la Memoria Histórica impulsó la exhumación de los restos. Aparecieron los restos de 109 personas. Entre estos fueron hallados los restos de Muñoz Arranz, con las suelas de sus alpargatas aún intactas y con el sonajero situado junto a su pelvis. Los restos de Muñoz Arranz fueron encontrados en la sepultura 39, fila 4.

## Reconocimientos
- Joaquín Carbonell compuso una canción dedicada al sonajero de Martín, el hijo de Catalina.[9]

- En septiembre fue homenajeada por la Asociación para la Recuperación de la Memoria Histórica en el parque de La Carcavilla, donde entre 2009 y 2012 tuvieron lugar las exhumaciones que permitieron recuperar el cuerpo de 108 víctimas e identificar a 67 de ellas. Este trabajo fue realizado por la Sociedad de Ciencias Aranzadi, el departamento de Biología de la Universidad Autónoma de Madrid y la Asociación para la Recuperación de la Memoria Histórica.[10]